# Иод
| 53         | Иод |
| I126,9045  |     |
| 4d105s25p5 |     |

Ио́д (общеупотребительное название — йо́д; от греч. ἰώδης — «фиалковый (фиолетовый)», также от лат. Iodum) — химический элемент 17-й группы (по устаревшей классификации — главной подгруппы седьмой группы, VIIA), пятого периода периодической системы химических элементов Д. И. Менделеева, с атомным номером 53.

Фазовая диаграмма иода: тройная точка 386,65 К (113,5 °С), 12,1 кПа (0,12 атм); критическая точка 819 К (546 °С), 11,7 МПа (115 атм)
Ниже температуры тройной точки на диаграмме фазового равновесия имеется только линия сублимации. Поэтому при относительно медленном (квазистатическом) нагреве в открытой системе, когда подавляющая часть подводимой от нагревателя энергии расходуется на фазовый переход (возгонку), а не на повышение температуры твёрдой фазы, иод, не плавясь, возгоняется и превращается сразу в пары. Наоборот, при охлаждении иод десублимируется и образует кристаллы, минуя жидкое состояние. Для превращения в жидкость твёрдый иод нагревают в закрытом сосуде. При очень быстром (нестатическом) нагреве иод плавится даже в открытом сосуде

Простое вещество иод (при нормальных условиях) — это кристаллы (формула — I2) чёрно-серого цвета с фиолетовым металлическим блеском, проявляющие неметаллические свойства и издающие характерный запах. Легко образует фиолетовые пары, обладающие резким запахом. Элементарный иод высокотоксичен.

## Название и обозначение
Название элемента предложено Гей-Люссаком и происходит от др.-греч. ἰο-ειδής (букв. «фиалкоподобный»), что связано с цветом пара, который наблюдал французский химик Бернар Куртуа, нагревая маточный рассол золы морских водорослей с концентрированной серной кислотой. В медицине и биологии данный элемент и простое вещество обычно называют йодом, например, «раствор йода», в соответствии со старым вариантом названия, существовавшим в химической номенклатуре до середины XX века.
В современной химической номенклатуре используется наименование иод. Такое же положение существует в некоторых других языках, например в немецком: общеупотребительное Jod и терминологически корректное Iod. Одновременно с изменением названия элемента в 1950-х годах Международным союзом общей и прикладной химии символ элемента J был заменён на I.

## История
Иод был открыт в 1811 году Куртуа. При кипячении серной кислоты с рассолом золы морских водорослей он наблюдал выделение фиолетового пара, при охлаждении превращающегося в тёмные кристаллы с ярким блеском.
Элементная природа иода установлена в 1811—1813 годах Л. Ж. Гей-Люссаком (а чуть позже — и Х. Дэви). Гей-Люссак получил также многие производные (HI, HIO3, I2O5, ICl и др.). Важнейшим природным источником иода служат буровые воды нефтяных и газовых скважин.
В начале XX века основными мировыми поставщиками иода были держатели чилийских селитренных фабрик «Йодное объединение» и
«Международный синдикат», которые ограничивали добычу иода, задействуя лишь 30 из 160 фабрик (700 тонн в год из потенциальных 4000) для поддержания на мировом рынке высоких цен. В Великобритании, Японии и Норвегии иод производился из морских водорослей. В 1914 году английские фирмы скупили и закрыли норвежские иодные заводы. Россия импортировала чилийский иод через германских и американских посредников вплоть до 1917 года, когда специальная царская комиссия одобрила основание завода в Архангельске по добыче иода из водорослей Белого моря для нужд фронта. К 1923 году из-за сложности со сбором сырья завод стал убыточным и был распущен. Его сотрудники открыли новый Жижгинский завод при поддержке йодного отделения Архангельского института промышленных изысканий и привлекая к сбору сырья поморов. Начав с 50 кг иода в 1923 году, в 1929 году заводчане получили первую тонну иода. При ежегодной потребности СССР в 115 тоннах Госплан РСФСР выделил дополнительные средства на устройство ещё 20 заводов на Беломорье, а также рассмотрел возможность добычи иода из нефтяных источников Апшеронского полуострова. В 1964 году на базе Славянско-Троицкого месторождения (единственного в России промышленного месторождения йодобромных вод) заработал Троицкий йодный завод с мощностью эксплуатационных запасов 200 тонн иода в год. С распадом СССР и появлением на внутреннем рынке дешёвого иода из Чили к середине 1990-х годов предприятие стало убыточным, в 2015 году в связи с износом инфраструктуры добыча сырья прекратилась, в июне 2019 года завод признан банкротом, а в 2020 году куплен фармацевтическим предприятием «ЮжФарм».

## Нахождение в природе

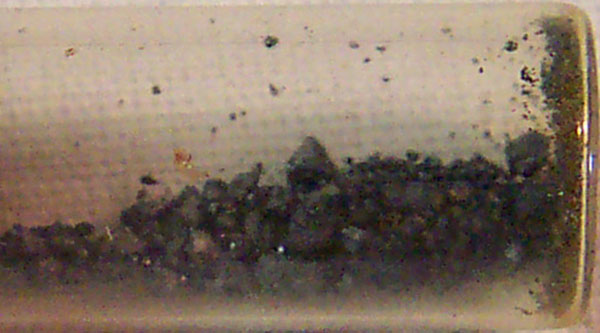
Иод

Иод — редкий элемент. Его кларк — всего 0,5 мг/кг. Однако он чрезвычайно сильно рассеян в природе и, будучи далеко не самым распространённым элементом, присутствует практически везде. Иод находится в виде иодидов в морской воде (20—30 мг на тонну морской воды). Присутствует в живых организмах, больше всего в водорослях (до 3 г на тонну высушенной морской капусты — водоросли ламинарии). Известен в природе также в свободной форме, в качестве минерала, но такие находки единичны, — в термальных источниках Везувия и на острове Вулькано (Италия). Запасы природных иодидов оцениваются в 15 млн тонн, 99 % запасов находятся в Чили и Японии. В настоящее время в этих странах ведётся интенсивная добыча иода, например, чилийская Atacama Minerals производит свыше 720 тонн иода в год. Наиболее известный из минералов иода — лаутарит Ca(IO3)2. Некоторые другие минералы иода — иодобромит Ag(Br,Cl,I), эмболит Ag(Cl,Br), майерсит CuI·4AgI.
Сырьём для промышленного получения иода в России служат нефтяные буровые воды, тогда как в зарубежных странах, не обладающих нефтяными месторождениями, используются морские водоросли, а также маточные растворы чилийской (натриевой) селитры, щёлок калийных и селитряных производств, что намного удорожает производство иода из такого сырья.
Типичная концентрация иода в подземных рассолах (где он существует обычно в форме иодида натрия) составляет 30...150 ppm. Оценённые запасы иода в рассолах составляют 5 млн тонн в Японии, 0,25 млн тонн в США, 0,1 млн тонн в Индонезии и 0,36 млн тонн суммарно в Туркменистане, Азербайджане и России. Запасы иода в чилийских залежах каличе (известковых вторичных отложений с примесями нитратов, хлоридов, иодатов и других растворимых солей в пустыне Атакама, где он присутствует в виде иодата кальция Ca(IO3)2) составляют 1,8 млн тонн. Кроме того, отмечается возможность добычи иода из морских водорослей (запасы около 4 тыс. тонн в Японии). Суммарная оценка запасов иода составляет 7,5 млн тонн, не считая морской воды (34,5 млн тонн), прямая добыча иода из которой экономически невыгодна ввиду низкой концентрации — менее 0,05 ppm.

## Физические свойства

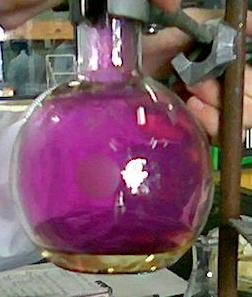
Пары иода

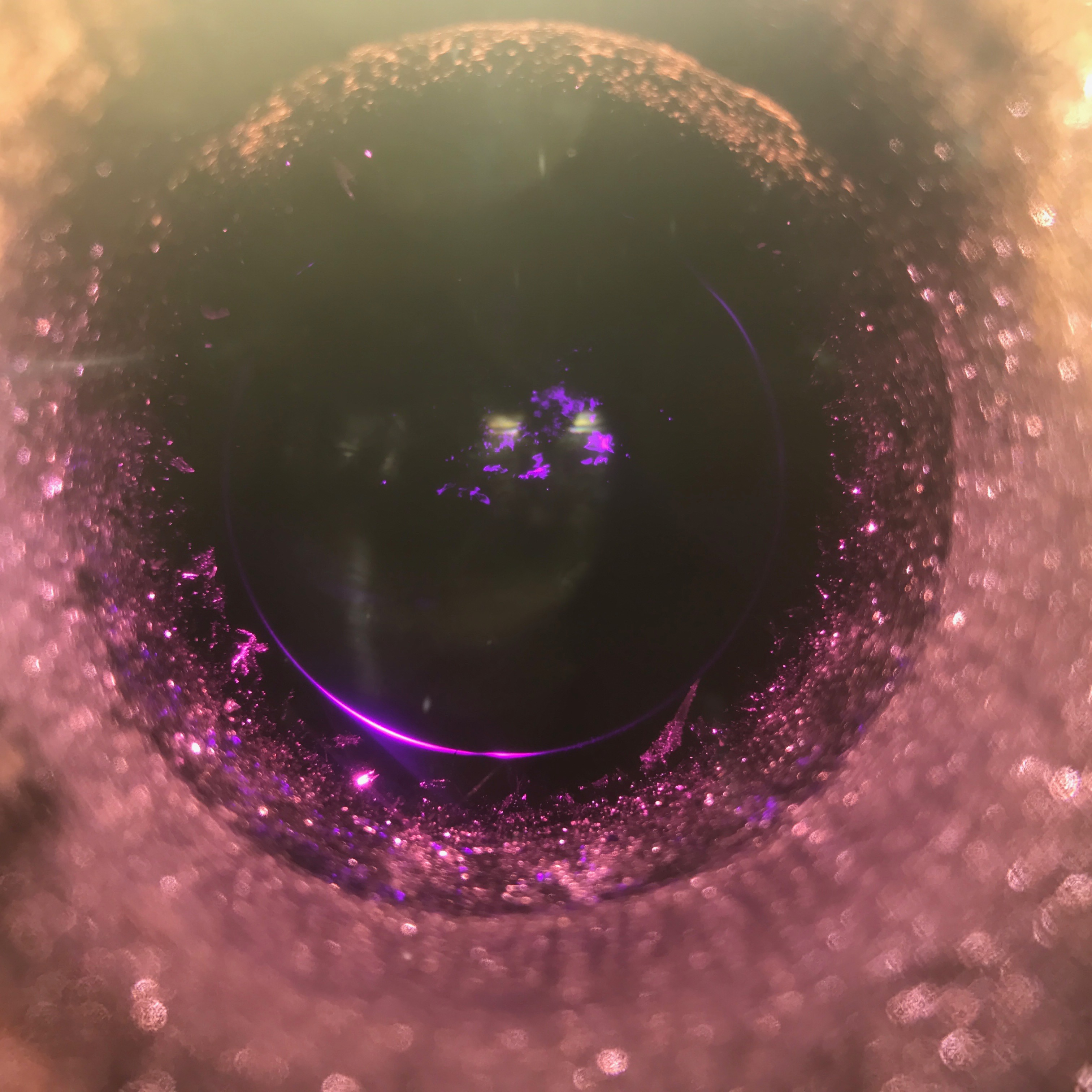
Жидкий иод на дне химического стакана

Полная электронная конфигурация атома иода: 1s22s22p63s23p63d104s24p64d105s25p5
Природный иод является моноизотопным элементом, в его состав входит только один изотоп — иод-127 (см. Изотопы иода). Конфигурация внешнего электронного слоя — 5s2p5. В соединениях проявляет степени окисления −1, 0, +1, +3, +5 и +7 (валентности I, III, V и VII).
Радиус нейтрального атома иода 0,136 нм, ионные радиусы I−, I5+ и I7+ равны, соответственно, 0,206; 0,058—0,109; 0,056—0,067 нм. Энергии последовательной ионизации нейтрального атома иода равны, соответственно: 10,45; 19,10; 33 эВ. Сродство к электрону −3,08 эВ. По шкале Полинга электроотрицательность иода равна 2,66, иод принадлежит к числу неметаллов.
Иод при обычных условиях — твёрдое вещество, чёрно-серые или тёмно-фиолетовые кристаллы со слабым металлическим блеском и специфическим запахом.
Пары имеют характерный фиолетовый цвет, так же, как и растворы в неполярных органических растворителях, например в бензоле — в отличие от бурого раствора в полярном этиловом спирте. Слабо растворяется в воде (0,28 г/л), лучше растворяется в водных растворах иодидов щелочных металлов с образованием трииодидов (например, трииодида калия KI3).
При нагревании при атмосферном давлении иод сублимирует (возгоняется), превращаясь в пары фиолетового цвета; при охлаждении при атмосферном давлении пары иода кристаллизуются, минуя жидкое состояние. Этим пользуются на практике для очистки иода от нелетучих примесей.
Жидкий иод можно получить, нагревая его под давлением.

### Изотопы
Известны 37 изотопов иода с массовыми числами от 108 до 144. Из них только 127I является стабильным, период полураспада остальных изотопов иода составляет от 103 мкс до 1,57⋅107 лет; отдельные изотопы используются в терапевтических и диагностических целях.
Радиоактивный нуклид 131I распадается с испусканием β-частиц (наиболее вероятные максимальные энергии — 0,248, 0,334 и 0,606 МэВ), а также с излучением γ-квантов с энергиями от 0,08 до 0,723 МэВ.

## Химические свойства
Иод относится к группе галогенов.

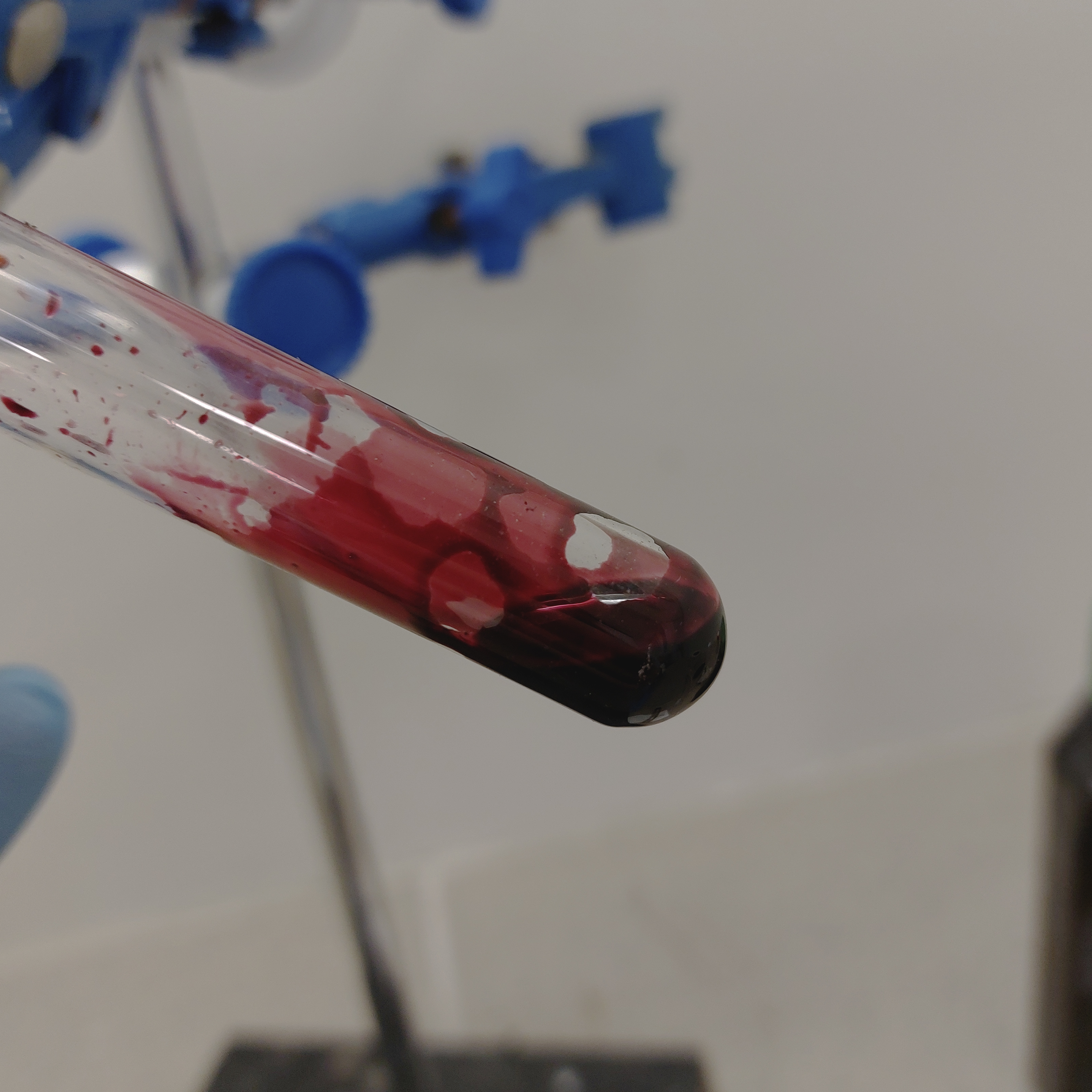
Пробирка с раствором элементарного иода в хлориде серы(I) — раствор малинового цвета

Электронная формула (электронная конфигурация) иода: 1s22s22p63s23p63d104s24p64d105s25p5.
Образует ряд кислот: иодоводородную (HI), иодноватистую (HIO), иодистую (HIO2), иодноватую (HIO3), иодную (HIO4).
Химически иод довольно активен, хотя и в меньшей степени, чем хлор и бром.
- Довольно известной качественной реакцией на иод является его взаимодействие с крахмалом[15], при котором наблюдается синее окрашивание в результате образования соединения включения. Эту реакцию открыли в 1814 году Жан-Жак Колен (фр. Jean-Jacques Colin) и Анри-Франсуа Готье де Клобри (фр. Henri-François Gaultier de Claubry)[16].
- С металлами иод при лёгком нагревании энергично взаимодействует, образуя иодиды:
{\displaystyle {\ce {Hg + I2 -> HgI2}}}
- С водородом иод реагирует только при нагревании и не полностью, образуя иодоводород:
{\displaystyle {\ce {H2 + I2 <=> 2 HI ^}}}
- Иод является окислителем, менее сильным, чем фтор, хлор и бром. Сероводород H2S, Na2S2O3 и другие восстановители восстанавливают его до иона I−:
{\displaystyle {\ce {I2 + H2S -> S + 2 HI ^}}}
{\displaystyle {\ce {I2 + 2 Na2S2O3 -> 2 NaI + Na2S4O6}}}

Последняя реакция также используется в аналитической химии для определения иода.
- При растворении в воде иод частично реагирует с ней[17]
{\displaystyle {\ce {I2 + H2O -> HI + HIO}}}, pKc = 15,99.
- Реакция образования аддукта нитрида трииода с аммиаком[18]:
{\displaystyle {\ce {3 I2 + 5 NH3 -> 3 NH4I + NH3.NI3 v}}}

Это вещество почти не имеет практического значения и известно лишь своей способностью разлагаться со взрывом от малейшего прикосновения.
- Иодиды щелочных металлов очень склонны в растворах присоединять (растворять) молекулы галогенов с образованием полииодидов (периодидов) — трииодид калия, дихлороиодат(I) калия:
{\displaystyle {\ce {KI + I2 -> KI3}}}
- Реакции с простыми веществами:
{\displaystyle {\ce {I2 + 3F2 ->[{-45}][{\ce {CCl3F}}] 2IF3}}}

## Применение

### В медицине

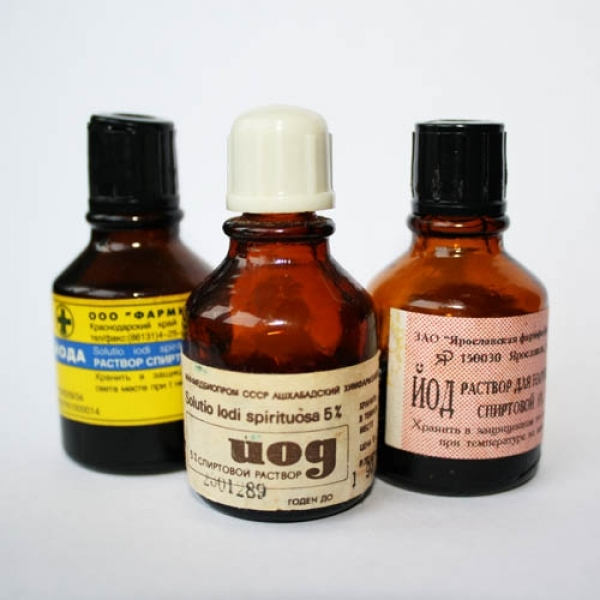
5 %-й спиртовой раствор иода

5-процентный спиртовой раствор иода используется для дезинфекции кожи вокруг повреждения (рваной, резаной или иной раны), но не для приёма внутрь при дефиците иода в организме. Продукты присоединения иода к крахмалу (т. н. «синий йод» — йодинол, йокс, бетадин и др.) являются более мягкими антисептиками.
При большом количестве внутримышечных инъекций на их месте пациенту делается йодная сетка — йодом рисуется сетка на площади, в которую делаются инъекции (например, на ягодицах). Это нужно для того, чтобы быстро рассасывались «шишки», образовавшиеся в местах внутримышечных инъекций.
В рентгенологических и томографических исследованиях широко применяются йодсодержащие контрастные препараты.
Иод-131, как и некоторые радиоактивные изотопы иода (125I, 132I), применяется в медицине для диагностики и лечения заболеваний щитовидной железы. Изотоп широко применяется при лечении диффузно-токсического зоба (болезни Грейвса), некоторых опухолей. Согласно нормам радиационной безопасности НРБ-99/2009, принятым в России, выписка из клиники пациента, лечившегося с использованием иода-131, разрешается при снижении общей активности этого нуклида в теле пациента до уровня 0,4 ГБк.

### В криминалистике
В криминалистике пары иода применяются для обнаружения следов рук на гладких поверхностях.

### В технике: рафинирование металлов